# NGC 5716
NGC 5716 este o emission-line galaxy⁠(d) situată în constelația Balanța. A fost descoperită în 7 mai 1787 de către William Herschel.